# Леопольдина Элеонора Нейбургская
Леопольдина Элеонора Жозефа Пфальц-Нейбургская (нем. Leopoldine Eleonore Josepha von Pfalz-Neuburg; 27 мая 1679, Нойбург-ан-дер-Донау, Швабия — 8 марта 1693, Дюссельдорф) — младшая дочь в семье курфюрста и курфюрстины Пфальца Филиппа Вильгельма и Елизаветы Амалии.

## Биография
Леопольдина Элеонора была самой младшей из 17 детей своих родителей. Ещё до рождения принцессы одна из старших сестер Элеонора Нейбургская вышла замуж за императора Священной Римской империи Леопольда, что позволило её младшим братьям и сёстрам рассчитывать на блестящие карьеры или очень удачные партии.
После смерти отца в 1690 году опекуном принцессы стал её старший брат Иоганн Вильгельм, который заботился о том, чтобы сестра получила достойное образование. Леопольдина Элеонора знакомилась с принципами католической веры, изучала языки и ремёсла, большое внимание уделялось обучению музыке, которую ей преподавал известный итальянский композитор Себастьяно Морателли.
Слабая принцесса серьёзно заболела после переезда в Дюссельдорф в 1691 году. Принцесса Анна Мария Луиза де Медичи, жена её брата, Иоганна Вильгельма, была очень привязана к золовке и выхаживала её на протяжении всей болезни. К 1693 году самочувствие принцессы улучшилось и было объявлено о её помолвке с курфюрстом Баварии Максимилианом II, чья первая жена Мария Антония Австрийская умерла в предыдущем году. Однако, матримониальным планам не дано было осуществиться из-за смерти Леопольдины Элеоноры после семидневной лихорадки. Принцесса скончалась в 13-летнем возрасте и была похоронена в церкви Св. Апостола Андрея в Дюссельдорфе.
В 2007 году гроб Леопольдины Элеоноры вскрыли, чтобы продезинфицировать. Результаты исследования одежды принцессы позволили предполагать, что принцесса скончалась от туберкулеза.